# Arras FA
Arras Football Association là một câu lạc bộ bóng đá hiệp hội Pháp thành lập năm 1901. Họ có trụ sở tại Arras, Pháp. Đội chơi tại sân vận động Degouve-Brabant ở Arras. Từ 1901-1997, câu lạc bộ được gọi là RC Arras. Vào năm 2013, câu lạc bộ đã tham gia vòng thứ chín của Coupe de France và thua Paris Saint-Germain 4-3.

## liên kết ngoài
- (tiếng Pháp) Trang web chinh thưc